# Eroberung von Wales durch König Eduard I.

Wales nach dem Vertrag von Montgomery 1267

Die Eroberung von Wales durch König Eduard I. war die endgültige Eroberung der walisischen Fürstentümer durch den englischen König Eduard I. zwischen 1276 und 1283. 

## Wales nach dem Vertrag von Montgomery
Im 1267 zwischen dem englischen König Heinrich III. und dem Fürsten von Gwynedd, Llywelyn ap Gruffydd, geschlossenen Vertrag von Montgomery wurde Llywelyn vom englischen König als Oberhaupt der walisischen Fürsten und als Fürst von Wales anerkannt. Damit hatte Llywelyn den Höhepunkt seiner Macht erreicht. Im Gegenzug musste er dem englischen König als Oberherrn huldigen sowie ihm die enorme Summe von 30.000 Mark zahlen. In dem Vertrag waren jedoch nicht alle Streitpunkte zwischen den walisischen Fürsten und den anglonormannischen Marcher Lords ausgeräumt worden, so dass es in den nächsten Jahren zu mehreren Konflikten kam. 

### Grenzkonflikte mit den Marcher Lords
Der Streit um die Herrschaft über Maelienydd, das von Roger Mortimer beansprucht wurde, war im Vertrag nicht entschieden worden. Roger Mortimer erneuerte dort schließlich seine Burg Cefnllys Castle. 
Einen weiteren Konflikt gab es im südostwalisischen Glamorgan über die Frage der Oberhoheit über die walisischen Lords von Gwynllŵg und Senghenydd, die bislang unter der Oberhoheit des Lords von Glamorgan gestanden hatten. Im Vertrag von Montgomery war allgemein beschieden worden, dass die einheimischen walisischen Barone Llywelyn huldigen müssten. Wer allerdings jetzt genau zu diesen Baronen zählte, war nicht genau definiert worden. Gilbert de Clare, der Lord von Glamorgan, hatte 1267 den Lord von Senghenydd abgesetzt und gefangen genommen. 1268 begann er mit dem Bau des mächtigen Caerphilly Castle und vertrieb auch den Lord von Gwynllwg. Llywelyn ap Gruffydd betrachtete sich nach dem Vertrag von Montgomery jedoch als Schutzherr der Lords von Senghenydd und Gwynllwg. 1270 fiel er in Glamorgan ein und zerstörte das im Bau befindliche Caerphilly Castle, doch letztlich musste er sich aus Glamorgan zurückziehen und Gilbert de Clare konnte die Burg vollenden. 
Den dritten Konfliktherd bildete die Herrschaft Brecknockshire, die 1262 von Llywelyn besetzt worden war. 1264 war Roger Mortimer zum Lord von Brecknockshire ernannt worden, doch hatte er nicht die Mittel gehabt, um Llywelyn zu vertreiben. Dazu gab auch Humphrey de Bohun, 2. Earl of Hereford, dessen Sohn die Herrschaft 1241 durch Heirat erworben hatte, seine Ansprüche nicht auf. Ab 1272 versuchte er durch verstärkte Überfälle die Kontrolle über die Herrschaft zu erlangen.  

### Konflikte innerhalb der walisischen Fürstentümer
Llywelyn selbst musste seine Oberherrschaft über die kleineren walisischen Fürstentümer teils gewaltsam durchsetzen. Von Brecknockshire und Elfael verlangte er 1271 die Stellung von Geiseln. Zur Festigung seiner Herrschaft über Cedewain begann er 1273 den Bau von Dolforwyn Castle. Die strategisch günstig gelegene Burg bedrohte Roger Mortimers Herrschaft in Mittelwales, die königliche Burg Montgomery Castle sowie Welshpool mit Powis Castle, der Residenz von Gruffydd ap Gwenwynwyn, dem Lord von Powys Wenwynwyn. Gruffydd ap Gwenwynwyn plante zusammen mit Llywelyns Bruder Dafydd ap Gruffydd die Ermordung von Llywelyn. 1274 deckte Llywelyn die Verschwörung auf und besetzte unverzüglich Powys Wenwynwyn. Gruffydd und Dafydd flohen nach England, doch unternahmen sie in der Folge mehrere Überfälle auf die Grenzgebiete zu Wales.

### Llywelyns Konflikte mit der Kirche
1274 begann Llywelyn einen Konflikt mit Anian, dem Bischof von St Asaph, indem er versuchte, einen Anteil an kirchlichen Bussgeldern zu erhalten. Der Dominikaner Anian, Bischof von 1268 bis 1293, widersetzte sich heftig und wandte sich an den Erzbischof von Canterbury, den englischen König und an den Papst. So wurde aus einem Streit um Geld ein größerer Streit um kirchliche Freiheiten und führte schließlich zu einer Schwächung der Stellung Llywelyns. Eduard I. bestätigte im November 1275 und im Januar 1276 die alten Rechte des Bistums, und Anian nahm an der königlichen Versammlung im November 1276 teil, in der Llywelyn als Rebell verurteilt wurde. Llywelyn versuchte noch Anfang 1277 die Rechte des Bischofs aufzukaufen, doch dieser begab sich unter königlichem Schutz, ihm folgte der Bischof von Bangor.

### Der Streit um die Huldigung des neuen Königs
1272 war Heinrich III. gestorben, und sein Sohn und Nachfolger Eduard kehrte erst im August 1274 von seinem Kreuzzug nach Palästina nach England zurück. Die Verstöße der Marcher Lords gegen den Vertrag von Montgomery erschienen für Llywelyn wie ein einziger Angriff gegen seine Herrschaft. Er stellte 1274 seine Zahlungen an den König mit dem Hinweis ein, dass die Marcher Lords ihm zustehende Gebiete besetzten und verweigerte dem neuen König die verlangte Huldigung, solange der König nicht über seine Beschwerden über die Verletzungen des Vertrags von Montgomery entschied. Er verweigerte die Huldigung im Januar 1273 nach dem Tod Heinrichs III., er war im August 1274 nicht bei Eduards Krönung anwesend, und zwischen Dezember 1274 und April 1276 befolgte er fünf weitere Aufforderungen des Königs nicht, auch nicht, als dieser dafür im August 1275 nach Chester an die walisische Grenze reiste. Im Unterschied zu Llywelyn sah Eduard I. den Fürsten von Wales nicht als souveränen Fürsten, sondern als einen seiner größeren Vasallen, der dem englischen Recht unterworfen war. Demnach betrachtete er die geforderte Hommage als grundlegende Anerkennung und als Bindung eines Vasallen an ihn, die Verweigerung betrachtete er als Rebellion. In seinen letzten drei Aufforderungen befahl der König Llywelyn nach Westminster oder Winchester, letztlich bestätigte er ihm nicht mehr ein freies Geleit. Dazu versuchte Llywelyn 1275 die im französischen Exil lebende Eleanor, die Tochter von Simon de Montfort zu heiraten. Der König sah die geplante Hochzeit der Tochter seines Todfeindes Montfort mit dem rebellischen Fürsten von Wales als Provokation, so dass er Llywelyns Braut bei ihrer Überfahrt nach Wales im Winter 1275/76 abfangen und gefangen nehmen ließ. Die Gefangennahme seiner Braut, die Aufnahme der Rebellen Gruffydd ap Gwenwynwyn und Dafydd ap Gruffydd in England bestärkten wiederum Llywelyn in seinem Misstrauen gegenüber dem König, so dass er befürchtete, bei einer Reise zur Huldigung nach England gefangen genommen zu werden. Nach weiteren ergebnislosen Verhandlungen beschloss der König im April 1276 seinen widerspenstigen Vasallen mit Gewalt zu unterwerfen und erklärte ihn schließlich am 12. November 1276 zum Rebellen.

## Feldzug von 1276 bis 1277

Gwynedd nach dem Vertrag von Aberconwy 1277

Der Feldzug des Königs zur Unterwerfung Llywelyns war sorgfältig geplant und gut koordiniert. Er folgte dem Muster der Feldzüge von König Johann 1211 sowie seines Vaters Heinrich III. von 1241 und 1245. Für seinen Feldzug konnte Eduard I. auf breite Unterstützung der Marcher Lords setzen, die nun ihre Chance sahen, walisische Gebiete zu erobern oder zurückzuerobern. Der König sammelte im Frühjahr 1277 drei Armeen in Chester, Montgomery und Carmarthen.
Der Führer der Armee in Carmarthen, Payn de Chaworth konnte in Südwestwales die wichtigsten Lords des Hauses Dinefwr zur Aufgabe bewegen, die sich ihm im April und Mai 1277 in der Hoffnung ergaben, als Belohnung für ihre Unterwerfung die Gebiete ihrer Verwandten und Nachbarn zu erhalten. Chaworth besetzte Dinefwr Castle, die alte Residenz der Fürsten von Deheubarth, anschließend besetzte er erstaunlich rasch Ceredigion. Er wurde schließlich von Edmund of Lancaster, dem Bruder des Königs, abgelöst, der am 25. Juli 1277 mit dem Bau von Aberystwyth Castle begann. Die königlichen Truppen aus Chester besetzten rasch Powys Fadog, wo die walisische Garnison von Dinas Bran die Burg in Brand setzte, bevor sie in englische Hände fallen konnte. In Mittelwales ergab sich Llywelyns neue Burg von Dolforwyn nach achttägiger Belagerung den Truppen Roger Mortimers, und im besetzten Builth wurde bereits im Mai mit dem Bau einer neuen Burg begonnen.  
Der König berief sein Feudalheer für den 1. Juli nach Worcester, und als er mit seiner Armee im Juli 1277 in Chester erschien, waren die Verbündeten Llywelyns bereits geschlagen oder hatten sich ergeben. Der König hatte neben den Rittern seines Haushalts eine Armee von über 15.600 Fußsoldaten aufgeboten. Der König führte seine Armee in kleinen Etappen entlang der Küste von Nordwales nach Westen. Er ließ durch etwa 1800 Holzfäller breite Schneisen in die Wälder schlagen, so dass sein Heer ohne Gefahr durch Hinterhalte bis Gwynedd vorstoßen konnte. In Flint und Rhuddlan begann er mit dem Bau von Burgen zur Sicherung seiner Eroberungen. Am 29. August erreichte das königliche Heer Deganwy am Conwy. Dort erwartete er die Rückmeldung seiner Flotte, die er zur Eroberung der Insel Anglesey geschickt hatte. Die von den Cinque Ports gestellte Flotte von 26 Schiffen hatte 2000 Soldaten unter dem Kommando von Otton de Grandson und John de Vescy zu der Insel gebracht, anschließend brachten 360 englische Arbeiter die dortige Getreideernte ein, so dass in Gwynedd eine Hungersnot drohte. Die walisischen Truppen waren im Bergland von Snowdonia eingeschlossen, und am 12. September verlegte der König sein Hauptquartier von Deganwy nach Rhuddlan zurück. Er konnte in Ruhe abwarten, denn das Ergebnis des Feldzugs war für die Waliser verheerend. Llywelyn erklärte sich im September bereit für Verhandlungen, und am 9. November 1277, ein Jahr nach dem er zum Rebellen erklärt worden war, akzeptierte er seine Niederlage im Vertrag von Aberconwy.

## Vertrag von Aberconwy
Im Vertrag von Aberconwy musste Llywelyn auf weite Teile seines Reiches verzichten. Perfeddwlad östlich des Conwy fiel an den König, dazu verlor er alle Gebiete in Südwest- und Mittelwales, so dass Gwynedd wieder auf das Territorium von 1247 beschränkt wurde. Bis auf fünf unbedeutende walisische Lords verlor Llywelyn die Oberherrschaft über die walisischen Lords. Er musste dem König in Rhuddlan seine Hommage erweisen, und Ende des Jahres musste er nach London reisen und dem König dort Weihnachten 1277 erneut huldigen. Er musste eine Strafe von 50.000 Pfund für seine Rebellion akzeptieren, die ihm jedoch kurz darauf wieder erlassen wurde. Seine Brüder musste er mit eigenen Herrschaften versorgen. Eduard I. gestattete ihm jedoch, weiterhin den Titel Fürst von Wales zu führen, und übergab seinem jüngsten Bruder Dafydd, der nach seiner Verschwörung im englischen Exil gelebt hatte, eine Herrschaft im englisch besetzten Perfeddwlad.
Llywelyn betrachte den Vertrag von Aberconwy jedoch nicht als endgültige Niederlage. Der Verlust seiner Souveränität als Fürst von Wales wog für ihn schwer, und englische Gerichte behandelten ihn als königlichen Vasallen, der sich in Montgomery oder Oswestry verantworten sollte. Dennoch hielt er die Bestimmungen des Vertrags ein, und der König entließ im Oktober 1278 die walisischen Geiseln und erlaubte Llywelyn, seine Braut Eleanor zu heiraten. In der Folge kam es jedoch wieder zu Konflikten zwischen den Walisern und den Engländern und deren walisischen Verbündeten. Die walisischen Lords von Ceredigion, Deheubarth und Powys Fadog beklagten sich bitter über den Verlust ihrer Eigenständigkeit. Die englischen Siedler in Flint, Rhuddlan und Aberystwyth missbrauchten ihre Handelsprivilegien, und zahlreiche Waliser litten unter der Tyrannei von Reginald Grey, Roger de Clifford oder Roger Lestrange, die mit Duldung des Königs ihre Rechte missbrauchten. Über den Besitz von Arwystli geriet Llywelyn mit Gruffydd ap Gwenwynwyn in Streit. Nach seiner Auffassung war Arwystli nach walisischem Recht ein Teil von Gwynedd, während Gruffydd sich als Marcher Lord auf englisches Recht berief und das Gebiet für sich reklamierte. Der König zögerte eine Entscheidung über den endgültigen Besitz heraus. In den nächsten Jahren versuchte Llywelyn, ähnlich wie zu Beginn der 1250er Jahre durch geheime Abmachungen seine Macht auszubauen. Seine Vorbereitungen waren jedoch bei weitem nicht abgeschlossen, als sein Bruder Dafydd im März 1282 eine Rebellion begann. Im Gegensatz zu 1277, als Llywelyn ap Gruffydd um seine Macht kämpfte, war die Rebellion von 1282 jedoch ein Kampf der Waliser um ihre Rechte und um ihre Freiheit.

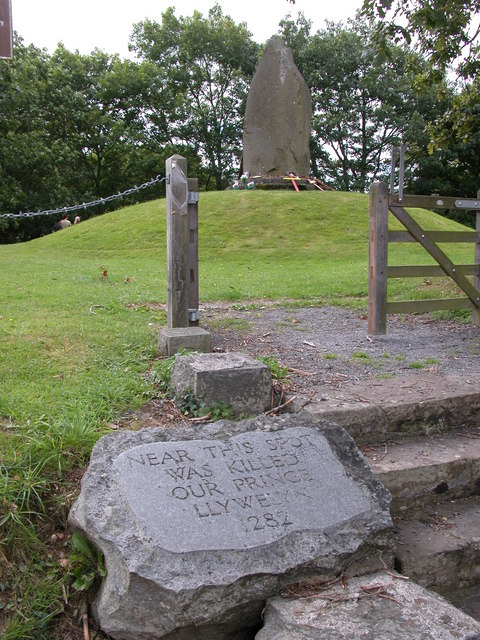
Denkmal am Ort, wo Llywelyn ap Gruffydd 1282 getötet wurde

## Feldzug Eduards I. zur Eroberung von Wales 1282

Wales nach dem Statut von Rhuddlan 1284

Im März eroberte Llywelyns Bruder Dafydd Hawarden Castle und nahm den Constable Roger Clifford gefangen. Am selben Tag plünderte eine walisische Streitmacht unter Llywelyn ap Gruffydd Maelor von Powys Fadog Oswestry in Shropshire. In den nächsten Tagen wurden Aberystwyth Castle sowie weitere Burgen in West- und Südwales erobert. Der gut geplante Aufstand kam für die englischen Besatzer völlig überraschend. Llywelyn ap Gruffydd erklärte, dass er an der Vorbereitung des Aufstands nichts zu tun gehabt hätte, doch übernahm er schon bald die Führung von Angriffen auf Rhuddlan und Flint Castle. 
Die Hoffnung der Rebellen, dass die englische Herrschaft in Wales durch den Aufstand rasch zusammenbrechen würde, erfüllte sich jedoch nicht. Eduard I. reagierte rasch, im Gegensatz zu seinem Feldzug von 1277 plante er dieses Mal jedoch die vollständige Eroberung von Wales und die Vertreibung der für ihn verräterischen Fürsten von Gwynedd. Seine Strategie zur Eroberung von Nordwales ähnelte der des Feldzugs von 1277: Zuerst sollten drei von ihm ernannte Heerführer die Rebellion außerhalb von Gwynedds niederschlagen. Mit seiner Hauptarmee wollte er anschließend entlang der Nordküste von Wales bis zum River Conwy vorstoßen. Gleichzeitig sollte eine Armee auf der Insel Anglesey landen und so die Waliser von ihrer Kornkammer abschneiden. Nachdem die Gebiete östlich des Conwy wieder in englischer Hand waren, sollte die Armee aus Anglesey nach Gwynedd übersetzen und die englische Hauptarmee nach Snowdonia vorrücken. 
Für die Umsetzung dieser Strategie wurden enorme Kosten aufgewendet, so dass der englische König bald wieder mit einer überlegenen Armee Nordostwales erobern konnte. Auch die Eroberung von Anglesey gelang, allerdings scheiterte der Angriff auf das Festland in der Schlacht an der Menai Strait. Die Lage Llywelyns schien aussichtslos, da Gwynedd im Norden, Osten und Süden von englischen Armeen bedroht wurde. Nachdem ein Vermittlungsversuch des Erzbischofs von Canterbury, John Pecham, gescheitert war, unternahm Llywelyn ap Gruffydd einen Vorstoß nach Mittelwales, um die dortigen Waliser zum Aufstand zu bewegen und so eine zweite Front aufzubauen. Seine Streitmacht wurde dort jedoch von einer englischen Armee gestellt, und in der Schlacht von Orewin Bridge wurde Llywelyn am 11. Dezember getötet. 
Nach seinem Tod übernahm Dafydd die Führung des walisischen Widerstands. Eduard I. ließ seine Armee jedoch weiter nach Snowdonia vorstoßen. Die meisten walisischen Verbündeten hatten sich ergeben, und am 25. April ergab sich die Besatzung von Castell y Bere, dem letzten größeren walisischen Stützpunkt. Der flüchtige Dafydd wurde schließlich am 21. Juni 1283 gefangen genommen, womit der walisische Widerstand erlosch. 

## Nach der englischen Eroberung
Der gefangene Dafydd wurde in Shrewsbury als Hochverräter verurteilt und grausam hingerichtet. Am 19. März 1284 erließ Eduard I. das Statut von Rhuddlan. In dem Gesetz wurde die Eroberung von Wales für abgeschlossen erklärt und das eroberte Gwynedd wurde als Fürstentum Wales der Herrschaft des Königs unterstellt. In dem Fürstentum wurde das englische Common Law eingeführt, die Baronien der Welsh Marches behielten jedoch weiter ihre Eigenständigkeit. Zur Sicherung der englischen Herrschaft setzte der König sein Burgenbauprogramm fort und errichtete einen „eisernen Ring“ von Burgen um Gwynedd.
Die meisten der walisischen Lords wurden von ihren Ländereien vertrieben, nur wenige durften ihren Grundbesitz behalten. Von den walisischen Fürsten konnten nur Gruffydd ap Gwenwynwyn von Powys Wenwynwyn sowie Rhys ap Maredudd in Deheubarth ihre Gebiete als Feudalherren unter der Herrschaft des Königs behalten. Rhys ap Maredudd, der sich ungerecht behandelt fühlte, rebellierte 1286 erfolglos gegen die englische Herrschaft, worauf sein Territorium schnell erobert wurde. Gegen die drückende englische Herrschaft und die hohe Besteuerung erhob sich im Herbst 1294 ein landesweiter walisischer Aufstand, der jedoch bis zum Sommer 1295 niedergeschlagen wurde.